# Simulium xinbinense
Simulium xinbinense är en tvåvingeart som först beskrevs av Chen och Cao 1983.  Simulium xinbinense ingår i släktet Simulium och familjen knott. Inga underarter finns listade i Catalogue of Life.